# Преснов, Семён Андреевич
Семён Андреевич Преснов — советский хозяйственный, государственный и политический деятель.

## Биография
Родился в 1892 году в селе Пурех. Член КПСС с 1918 года.
С 1906 года — на хозяйственной, общественной и политической работе. В 1906—1954 гг. — батрак, помощник, старший писарь, уполномоченный в военкоме при штабе войск ВЧК Киевского округа, инструктор, заворг окружкома партии, заведующий отделом, секретарь райкома партии в селе Карловка, 1-й секретарь Джиргатальского райкома КПТ, 1-й секретарь Гармского окружкома КПТ, секретарь по кадрам Сталинабадского обкома КП (б) Таджикистана, заведующий Оргинструкторским отделом ЦК КП(б) Таджикистана.
Избирался депутатом Верховного Совета Таджикской ССР 1-го, 2-го и 3-го созывов.
Умер в 1950-х годах в Сталинабаде.